# Steve Savidan
Steve Savidan (Angers, 29 giugno 1978) è un allenatore di calcio ed ex calciatore francese, di ruolo attaccante.

## Carriera

### Giocatore

#### Club

##### Angers
Nato ad Angers, Savidan cresce calcisticamente nelle giovanili dell'Angers Sporting Club de l'Ouest, con cui inizia a giocare in prima squadra in terza serie francese nella stagione 1998-1999. La stagione d'esordio è straordinaria in termini realizzativi con 17 reti in 29 presenze, tanto che l'attaccante ha gli occhi puntati di diversi club francesi, anche di categorie superiori.

##### Châteauroux
Nel 1999 viene ingaggiato dallo Châteauroux di Joël Bats, in Division 2, con cui firma un contratto triennale.

##### Ajaccio
L'annata a Châteauroux non è delle migliori per Savidan che viene quindi prestato all'Ajaccio, sempre in seconda serie, nella stagione successiva. In Corsica si rivela decisivo nella salvezza della squadra con 6 reti in 37 presenze.

##### Ritorno all'Angers
Nel 2001 Savidan ritorna a casa all'Angers, ancora in terza divisione, con cui rimane un anno in prestito ma senza ripetere l'exploit della stagione d'esordio.

##### Beauvais
Rimasto svincolato, nel 2002-2003 l'allenatore Baptiste Gentili, già avuto ai tempi dell'Ajaccio, lo richiama al Beauvais, in Ligue 2, con cui però a fine stagione retrocede.

##### Angoulême
Nel 2003 Savidan firma per l'Angoulême ma malgrado un buon rendimento individuale (37 partite e 12 gol) retrocede in quarta serie a fine stagione.

##### Valenciennes
Nel 2004, dopo due retrocessioni consecutive, l'attaccante tenta una nuova esperienza al Valenciennes, in terza divisione. Nella prima stagione diventa capocannoniere del Championnat National 2004-2005 con 19 reti ed è uno dei protagonisti della promozione in Ligue 2 della squadra.
Nel 2005-2006 si riconferma capocannoniere del campionato in Ligue 2 con 16 gol (ex aequo con Jean-Michel Lesage del Le Havre) e trascina il Valenciennes ad una clamorosa promozione in Ligue 1. In questo periodo Savidan diventa un idolo della tifoseria dello Stadio Nungesser che gli dedica spesso dei cori durante le partite e che gli affibbia il soprannome di Savigoal. Il giocatore apre poi un ristorante nella città di Valenciennes, il K9, dall'iniziale del nome di sua moglie, Karine, e dal numero di maglia indossato in campo.
Il 5 agosto 2006, a 28 anni, debutta in massima serie francese segnando un gol contro l'Auxerre, nella partita poi conclusasi 1-1. Il 19 agosto segna una doppietta nella sconfitta per 2-3 contro il Le Mans. A fine agosto diventa miglior giocatore del mese del campionato. Il 10 febbraio 2007 segna addirittura quattro reti al portiere ex campione del mondo Fabien Barthez, all'epoca al Nantes. La stagione termina con la salvezza del Valenciennes, con Savidan che mette a referto 13 reti che lo portano ad essere il secondo miglior marcatore del torneo dietro a Pauleta.
Nella stagione 2007-2008 ripete il rendimento ad alti livelli dell'annata precedente, marcando sempre 13 reti e portando la squadra ad una tranquilla salvezza al 13º posto.

##### Caen
Nel vivo di un'ormai ritrovata seconda giovinezza, nel giugno 2008 Savidan lascia Valenciennes per approdare al Caen, con cui sottoscrive un contratto triennale. Dopo un buon inizio di stagione, che gli fa meritare la convocazione in nazionale francese a novembre, il suo rendimento cala tuttavia negli ultimi mesi di campionato, fino alla retrocessione matematica a maggio 2009. Per Savidan si tratta comunque della stagione con più reti, 14, in Ligue 1.

##### Ritiro e attività successive
Deciso a far cassa in seguito alla retrocessione in Ligue 2, nell'estate 2009 il Caen cede Savidan al Monaco per 3,4 milioni di euro. Il 4 luglio 2009 tuttavia il giocatore annuncia il ritiro dall'attività agonistica a causa di problemi cardiaci riscontrati nelle visite mediche fatte per ufficializzare il suo passaggio al club monegasco.
In seguito al prematuro ritiro a soli 31 anni, il 14 gennaio 2010 Savidan pubblica la sua autobiografia dal titolo Une Balle en plein cœur, scritta insieme a David Berger. Diventa poi commentatore delle partite di Ligue 1 per Canal+. Il 30 giugno 2013 gioca la sua partita d'addio allo Stadio dell'Hainaut, dove si affrontano la Savigoal Team, composta da ex compagni di squadra, e una selezione di giocatori di Francia 1998, tra cui Lilian Thuram e Robert Pirès.

#### Nazionale
Nel 2008, all'età di 30 anni, il c.t. della Nazionale francese Raymond Domenech decide di convocarlo per l'amichevole internazionale del 19 novembre contro l'Uruguay. Savidan entra nel secondo tempo al posto di Nicolas Anelka e la partita termina 0-0.

### Allenatore
Il 16 maggio 2018 inizia la carriera d'allenatore al Bassin d'Arcachon, in Regional 1 (sesta divisione). Nel novembre 2019 lascia la panchina, mentre un mese dopo diventa assistente di Stéphane Rossi allo Cholet, in terza serie, diventando anche primo allenatore delle riserve. Dopo soli due mesi, nel febbraio 2020, viene sollevato da entrambi gli incarichi.

## Palmarès

### Club

#### Competizioni nazionali
- Ligue 2: 1

Valenciennes: 2005-2006
- Championnat National: 1

Valenciennes: 2004-2005

### Individuale
- Capocannoniere della Ligue 2: 2

2005-2006 (16 gol, a pari merito con Jean-Michel Lesage)